# SMiLE
A SMiLE a poptörténelem egyik leghíresebb kiadatlan albuma, melyet szerzője, Brian Wilson a The Beach Boys klasszikus Pet Sounds LP-je folytatásának szánt, ám eredeti formájában a lemez soha nem jelent meg. 36 évvel a felvételek félbehagyása után, 2003-ban Wilson és szerzőtársa, Van Dyke Parks végül befejezték a nagylemez megírását, amely 2004-ben jelent meg Wilson szólóalbumaként. Az időközben eltelt három és fél évtized során a SMiLE befejezetlen felvételei kalózlemezeken terjedtek a Beach Boys-gyűjtők körében. Az albumra írt dalok közül néhány (részlegesen vagy teljesen átírva és újrarögzítve) megjelent a Beach Boys következő albumain, 1967 és 1971 között. 2020-ban Minden idők 500 legjobb albuma listán 399. helyen szerepelt.

## ASMiLEkoncepciója
1966. február 17-én, a Pet Sounds-ülések idején Wilson megkezdte a munkát egy új dal felvételein, melynek témáját anyjának azon kijelentésére alapozta, hogy a kutyák képesek érzékelni az emberek "vibrációit". A végeredmény, a Beach Boys addigi legsikeresebb kislemeze, a "Good Vibrations" az óceán mindkét oldalán a listák élére került. A korszak legdrágább és legbonyolultabb popfelvételét napjainkig mérföldkőként tartják számon a hangrögzítés történetében.
Egy korabeli interjúban Brian a zenekar készülő új albumát "istennek szóló tinédzserszimfóniaként" jellemezte. Terve egy albumhosszúságú, tematikailag és zeneileg is összefüggő szvit megalkotása volt, melynek felvételét az elsőként a "Good Vibrations" rögzítésekor alkalmazott szokatlan hangzások és innovatív produkciós technikák alkalmazásával és továbbfejlesztésével tervezte megvalósítani.

### Van Dyke Parks
Wilson 1966 tavaszán kérte fel a Los Angeles-i zenészberkekben elismert fiatal dalszerző-szövegíró Van Dyke Parks-ot az ekkor még Dumb Angel címet viselő album szövegeinek megírására. Wilson és Parks együttműködése gyümölcsözőnek bizonyult: 1966 áprilisa és szeptembere között a Wilson nappalijában berendezett legendás homokozóban (amely tengerparti homokot tartalmazott, Brian ugyanis inspirálónak érezte a nappalijába varázsolt tengerparti hangulatot) megírták a készülő nagylemez néhány központi darabját, köztük a "Heroes and Villains", a "Surf's Up", a "Wonderful", a "Cabin Essence" és a "Wind Chimes" című dalokat. Brian elsőként a "Heroes and Villains" dallamát játszotta el Parksnak, aki azonnal elő is állt a dal első sorával. Legismertebb közös szerzeményük, a háromtételes "Surf's Up" egyetlen éjszaka alatt íródott.
A "Good Vibrations" eredeti dalszövegét a Pet Sounds szövegírója, Tony Asher szerezte, ám az 1966 októberében kiadott végleges változat szövege Wilson és Mike Love munkája. 1966 nyarán Brian megkérte új munkatársát, hogy írjon új szöveget a dalhoz, Parks azonban ezt elutasította, mondván, nem akar belenyúlni egy már félkész dalba – ugyanakkor a szám hangszerelésének egyik jelentős eleme, a csellók domináns használata Parks ötlete volt.

### Americana és humor
A SMiLE Wilson és Parks eredeti elképzelése alapján mind zeneileg, mind stílusát tekintve hangsúlyosan amerikai album lett volna, közvetlen reakcióként a brit popzene korabeli dominanciájára. A lemez dalai egy pszichedelikus zenei utazást festettek volna alá, keresztül a kontinensen, a Plymouth-i sziklától Hawaii-ig, az utazás során érintve az amerikai kultúra és történelem néhány jelentős momentumát, köztük az első telepesek megérkezését a földrészre, az indiánok kifosztását és kultúrájuk tönkretételét, a spanyol befolyást, a vadnyugat legendáit és a vasútvonalak építését.
Mint a cím is jelzi, a SMiLE fontos alkotórészét képezte a humor, a dalok szövegei bővelkednek szójátékokban és többértelmű kifejezésekben. Jó példa erre a "Vega-Tables" című szám, melynek "I'm gonna do well, my vegetables, cart off and sell my vegetables" sorában a "…cart off and…" szellemes utalás a német Kartoffeln (krumpli) szóra. Egy ponton Wilson komolyan fontolóra vette egy "vicclemez" készítését, és készült is néhány felvétel, mielőtt az ötletet elvetették. (A "vicclemez" egyik maradványa lehet az eredetileg "He Gives Speeches" címet viselő, majd a Smiley Smile albumra új szöveggel felvett, "She's Goin' Bald"-ra átkeresztelt dal.)
Wilsonra gyerekkora óta komoly hatást gyakorolt George Gershwin zenéje (különösen az 1924-es "Rhapsody in Blue"), és a SMiLE érezhetően visszhangozza Gershwin műveinek hangsúlyos amerikaiságát. A SMiLE történetét feldolgozó Beautiful Dreamer dokumentumfilm egyik jelenetében a zongoránál ülő Wilson a "Rhapsody in Blue"-ból közvetlenül átvált a "Heroes and Villains" ugyanazon akkordmenetet alkalmazó fő motívumára, joggal feltételezhető tehát, hogy a dal megírását a "Rhapsody in Blue" inspirálta.
A SMiLE kompozíciói mohón merítettek az amerikai popkultúra hagyományaiból is: Wilson szerzeményei gyakran összefonódnak olyan klasszikus örökzöldek motívumaival, mint Peggy Lee "The Old Master Painter"-je, a halhatatlan "You Are My Sunshine", Johnny Mercer jazz-örökzöldje, az "I Wanna Be Around", az ötvenes évek népszerű doo-wop slágere, a The Crows együttes "Gee" című száma, és olyan egyéb popkulturális idézetekkel, mint például a Woody Woodpecker című rajzfilmsorozat főtémája.
A SMiLE apró zenei témákat egymásba olvasztó struktúrája kétségtelenül egyedülálló volt a korszak popzenéjében, és azt jelzi, hogy Brian ismerte a konkrét zene és a "véletlenszerű művészet" megközelítését, amely ugyanebben az időszakban a Beatles-re is komoly hatást gyakorolt. LSD-használata szintén befolyásolta Wilsont, és jelentős intellektuális hatást gyakorolt rá egyik barátja, Loren Schwartz is, aki megismertette Briant a marihuánával és az LSD-vel 1965-ben.

## Stúdiótechnika
Brian Wilson éveken át csiszolta "klasszikus" produceri stílusát, amelyet az 1966 első hónapjaiban rögzített Pet Sounds-szal fejlesztett tökéletesre. A "Good Vibrations" fél éven át tartó felvételei során Wilson a rögzített hanganyag radikális megvágásával és szerkesztésével kezdett kísérletezni: a korábbi évek élőben, komplett előadásként rögzített instrumentális alapjai helyett 1966 második felétől kompozícióit apró szekciókra bontotta, s minden egyes szekciót külön rögzített, nem egyszer több különböző stúdióban, kiaknázva minden stúdió hangzási sajátosságait és különleges hangeffektjeit. Ezután ezeket a rövid szegmenseket több különböző variációban is összeillesztette, amíg a végeredmény el nem nyerte tetszését.
1966 őszétől 1967 elejéig Brian folyamatosan dolgozott, leggyakrabban a Gold Star stúdióban, ahol Phil Spector klasszikus felvételei is készültek, ritkábban a Sunset Sound, a Western Recorders és a Capitol stúdióiban is. A SMiLE album nagy részét a fent leírt módon, rövid szekciókra bontva rögzítette, majd a darabkákat összerakva alkotta meg a dalok instrumentális alapjait, amelyekre a Beach Boys vokáljai kerültek. Az évtizedek során kalózlemezeken megjelent, egy-másfél perces daltöredékek ezeknek a darabkáknak különféle variációi, vagy pedig az egyes dalokat összefűzni hivatott "zenei átmenetek".

## Felvételek
A SMiLE felvételei 1966 augusztusában kezdődtek (noha néhány rövid szakaszt Wilson már tavasszal rögzített), és december közepéig megfeszített tempóban zajlottak. December elején Wilson átadott a Capitolnak egy kézzel írott listát az albumra tervezett dalok címeivel, s ez a tizenkét dalcím szerepel az album hátsó borítóján, A pontos dalsorrendet lásd a korong címkéjén megjegyzéssel kiegészítve – ez azt jelzi, hogy decemberben Brian még csak az albumra tervezett dalokkal volt tisztában, azok sorrendjével nem.

### Lemezborító
A Capitol január elején 466 ezer példányban nyomtatta ki a SMiLE pazar, kihajtható borítóját, és 419 ezer példányban a borítóhoz mellékelt kísérőfüzetet. A grafikákat Van Dyke Parks barátja, Frank Holmes, a Beach Boys tagjait ábrázoló színes fotókat Guy Webster készítette. Ezzel egy időben a Capitol promóciós anyagokat küldött a terjesztőknek és a lemezboltoknak, s hirdetéseket helyezett el a Billboardban és más popzenei lapokban, amelyek január végére ígérték a lemez megjelenését.
Decemberben Wilson tájékoztatta a Capitolt, hogy az album abban a hónapban már nem készül el, de legkésőbb január 15-ig átadja a mastert a kiadónak. Brian koncepciója radikálisan megváltozott ezekben a napokban, vélhetőleg a zenekar többi tagja reakcióinak hatására. 1967 elején Wilson a SMiLE összes dalának munkálatát félbehagyta, hogy az első kislemezdalnak szánt "Heroes and Villains" és a "Vega-Tables" befejezésére koncentráljon.

### "Heroes and Villains"
A Capitol Records 1967. január 13-ára ütemezte be a "Heroes and Villains" kislemez kiadását. Wilson azonban hiába igyekezett hónapokon át befejezni a számot, az 1966 októbere és 1967 márciusa közötti több, mint húsz felvételi ülés ellenére sem volt képes összeállítani egy olyan verziót, amellyel elégedett lett volna.
A "Heroes & Villains" egy vadnyugati fantáziába ágyazott kvázi-önéletrajzi szám, Parks kibogozhatatlanul összetett dalszövegével. A dal kétségtelenül a SMiLE központi darabja, egyes motívumai vissza-visszatérnek az album többi számában. A "Good Vibrations"-höz hasonlóan a "Heroes & Villains" is több egymástól különálló rövid szekcióból épül fel.
A SMiLE többi dalához hasonlóan a "Heroes & Villains" is egy megtévesztően egyszerű háromakkordos alapra épül fel, s összefoglalja a teljes album zenei struktúráját: a nagyon egyszerű dalszerkezetet rendkívül összetett, kromatikus vokális és zenei megoldások és Parks obskúrus szövegei egészítik ki.
Az egyedülálló idő és erőfeszítés, amit Wilson a "Heroes & Villains"-re áldozott, jelzi a dal jelentőségét az albumon belül – a dal szekcióinak és különféle variációinak felvételei 1966 májusától 1967 júliusáig zajlottak, s a bő egy év leforgása alatt a dalszerkezet komoly változásokon ment keresztül. A végül 1967 augusztusában kiadott számból hiányzik több korábban alapfontosságúnak szánt részlet, köztük az ún. "Cantina" és "Bicycle Rider" szegmensek, amelyek a dal korábbi, kiadatlanul maradt változataiban szerepelnek. Állítólag létezik egy, a kislemezen kiadott végleges változatnál jóval hosszabb, hét (egyesek szerint tizenkét) perces mix, Mike Love állítása szerint pedig legalább öt, egymástól radikálisan eltérő "Heroes & Villains"-változat készült, ám Brian ezek egyikével sem volt elégedett.

### "Surf's Up"
A "Surf's Up" című dal egyetlen éjszaka során íródott. 1966 novemberében a CBS stábja filmre vette Wilsont, amint a dalt játssza, zongorán kísérve önmagát. A filmfelvétel Leonard Bernstein popzenével foglalkozó műsorában került adásba. Wilson 1966 novemberében befejezte a dal első (2 perc 20 másodperces) szekciójának instrumentális felvételét és keverését, a vokálfelvételekre, valamint a középső és a záró tétel felvételeire azonban nem került sor. Az első szekcióban hallható trombitatus a Woody Woodpecker rajzfilmsorozat főtémáját idézi. A zenei idézet újra felbukkant a Smiley Smile nagylemez "Fall Breaks and Back to Winter (Woody Woodpecker Symphony)" című dalában. A "Surf's Up"-ot végül Carl Wilson fejezte be 1971-ben, az első szekció 1966-os instrumentális felvételét, egy 1966. decemberi Brian Wilson-demót, és újonnan felvett vokális és hangszeres részeket használva. A dal a Beach Boys azonos című 1971-es lemezén jelent meg.

## Az összeomlás
Az addig folyékonyan zajló SMiLE-ülések során 1966 novemberében jelentkeztek az első problémák. Wilson viselkedése ekkorra már a kezdődő depresszió és paranoia egyértelmű tüneteit mutatta. November 28-án került sor a négy természeti elemet feldolgozó, impresszionista "Elements Suite" "Fire (Mrs. O'Leary's Cow)" tételének felvételére a Gold Star stúdióban. Amikor Wilson értesült arról, hogy a stúdió közelében a felvételek idején tűzvész tört ki, bizonyos volt afelől, hogy a tüzeket a zene okozta.
Hosszú éveken át tartotta magát a szóbeszéd, hogy Brian ezután elégette a "Fire"-t tartalmazó szalagot, az 1985-ös An American Band dokumentumfilmben szereplő felvétel, és a dal bootlegeken történő megjelenése azonban cáfolta ezt a tévhitet. Van Dyke Parks távol maradt a "Fire" felvételeiről, amelyen Wilson arra kényszerítette stúdiózenészeit, hogy tűzoltósisakot viseljenek, és Brian viselkedését később "regresszívként" jellemezte.
Brian Wilson mentális leépülése és végső összeomlása több esemény összetett láncolatának eredménye volt. Amint Timothy White, a Beach Boys életrajzírója megjegyzi, Brian zavaros hátterű családba született, felmenői között sokan szenvedtek ideg- és elmebetegségben, és nem voltak ritkák az öngyilkossági kísérletek sem. Brian apjának, Murry-nek viselkedése, noha ezt soha nem diagnosztizálták, bipoláris rendellenesség félreérthetetlen jeleit mutatta. Az I Just Wasn't Made for These Time című filmben Brian felidézi, hogy gyerekkorában Murry gyakran komolyan megverte fiát, így nem kizárt az sem, hogy Brian poszttraumás tünetegyüttesben is szenvedett.
Wilson problémáit tovább súlyosbította marihuána-, amfetamin-, LSD- és hasishasználata a SMiLE felvételei során. A Beautiful Dreamer dokumentumfilmben Brian őszintén beszél korabeli droghasználatáról, és beismeri, hogy a kábítószerek mellett barbiturátot és egyéb receptre kapható nyugtatókat is rendszeresen használt. Ugyanakkor Brian barátai és munkatársai közül a filmben többen is nyomatékosan cáfolják, hogy Wilson marihuána- és LSD-használata zavarta volna a lemez munkálatait, vagy elősegítette volna összeomlását, a kérdés pedig, hogy a kender hosszú távon előidézhet-e mentális rendellenességeket, máig is erősen vitatott.

### Paranoia
Decemberben Brian megnézte John Frankenheimer szürreális thrillerjét, a Rock Hudson főszereplésével forgatott Seconds-ot. A mind sebezhetőbb és zavarodottabb Wilson meggyőzte magát, hogy a film nyitósora ("Jó  reggelt, Mr. Wilson"), és valamiképpen a film egésze is, neki szóló üzenet. Ezzel egy időben rögeszméjévé vált az a gondolat, hogy Los Angeles másik sztárproducere, Brian riválisa és mentora, Phil Spector megpróbálja őt befolyása alá vonni, ellenőrizni, vagy akár meg is ölni.
Noha Wilson paranoiás gondolatainak nagy része betegségével magyarázható, félelmeinek volt némi valóságalapja is: apja, a drogfogyasztást mereven elutasító Murry ebben az időszakban magándetektívvel figyeltette Briant és barátait, a nem sokkal korábban nyilvánosságra került kormányzati akták bizonyossága szerint pedig az évtized közepén a Szövetségi Nyomozóiroda több filmszínészt és popsztárt is folyamatos megfigyelés alatt tartott – többek között a Beach Boys-t is.

### További problémák
1967 elején a helyzet tovább romlott, miután Carl Wilsont besorozták (Carl lelkiismereti okokra hivatkozva nem volt hajlandó bevonulni, aminek eredménye éveken át húzódó bírósági procedúrák sorozata lett), márciusban pedig a Beach Boys pert indított a Capitol Records ellen kifizetetlen jogdíjak címén, ezzel egy időben megpróbálva felbontani szerződésüket, és megalapítani saját, független kiadójukat, a Brother Records-ot (egy évvel a Beatles hasonló próbálkozása, az Apple Records előtt).
A zenekaron belüli konfliktusok egy 1966. decemberi ülésen jutottak arra a kritikus pontra, amely a SMiLE kiadása folyamatos elnapolásának és végül félbehagyásának egyik legfontosabb oka volt. Miután a "Cabin Essence" december 6-i vokálfelvételein Mike Love kérdőre vonta Van Dyke Parks-ot a szöveg értelméről, az ülés heves veszekedésbe fulladt. A szituáció tovább rosszabbodott a "Surf's Up" vokáljainak december 15-i felvételén, melynek végén a Beach Boys valamennyi tagja elhagyta a stúdiót, magára hagyva Briant. Ezen a napon rögzítette Wilson a "Surf's Up"-nak azt a szólódemóját, amely az 1971-es befejezett verzió második szekciójának alapjául szolgált. Noha a felvételek ezután is folytatódtak, december 15-e után lényegi előrehaladás már nem történt.

### Mike Love és aSMiLE
Visszatekintve a konfliktusok legfőbb forrása Mike Love-nak a Wilson-Parks együttműködéssel szemben érzett ellenszenve volt. A Pet Sounds album felvételeiig Love írta a Beach Boys legtöbb dalának szövegét (a tengerpartról, autókról, lányokról), nem meglepő tehát, hogy sértetten és haragosan tekintett Parks bonyolult, impresszionista dalszövegeire. Love attól is tartott, hogy a zenekar elveszíti közönségét, ha Brian és Parks megváltoztatja a jól bevált formulát. Egy, a MOJO magazinnak adott interjújában Love kifejtette, hogy gyanakodva tekintett Brian új barátaira – Los Angeles intellektuális, droghasználó művészelitjének tagjaira –, akiket unokatestvérét kihasználó és kemény drogokkal tömő "élősdieknek" nevezett.
Ugyanebben az interjúban Love tagadta, hogy ellenezte volna a Pet Sounds-szal megkezdett stílusváltást, és azt állította, hogy a SMiLE zenéje ellen sem volt kifogása, csupán a szövegektől idegenkedett. Ezeket az állításokat maga Van Dyke Parks cáfolta a MOJO szerkesztőjének írt levelében, melyben Love kijelentéseit "revizionistának" nevezte, és határozottan azt állította, hogy Love-nak a SMiLE-lal szembeni ellenszenve volt Wilson összeomlásának fő oka.

### A vég
1967 kora tavaszán Brian tovább dolgozott a SMiLE dalain, újra és újra összeillesztette az apró zenei motívumokat, különféle mixekkel kísérletezett, miközben a Capitol folyamatosan későbbi időpontokra volt kénytelen halasztani az album megjelenésének dátumát. A Beautiful Dreamer dokumentumfilmben Wilson egyik korabeli barátja felidézi az esetet, amikor Wilson autójában ülve először hallotta a rádióban a Beatles új kislemezét, a "Strawberry Fields Forever"-t. A dal olyan mélyen megrázta Briant, hogy le kellett húzódnia az út szélére, majd miután végighallgatta a Beatles számát, annyit mondott mellette ülő barátjának: "megelőztek". Miután 1967 márciusában a Warner lemezszerződést kínált neki, a Wilsontól addigra egyébként is szándékosan eltávolodó Van Dyke Parks kiszállt a projektből.
A Capitol még ekkor is reménykedett abban, hogy az album elkészül, ám május 6-án, néhány héttel a Beatles Sgt. Pepper's Lonely Hearts Club Band-jének megjelenése előtt Derek Taylor, a Beach Boys sajtófőnöke gyászosan bejelentette a brit popsajtónak, hogy Brian Wilson félbehagyta a munkálatokat a lemezen, és a SMiLE soha nem jelenik meg.

## Utóélet
A SMiLE munkálatainak félbehagyása, és a kiábrándító "pótlék-album", a Smiley Smile szeptemberi kiadása után Brian Wilson visszavonult a nyilvánosságtól, miközben kábítószerfüggősége és mentális problémái mind aggasztóbb méreteket öltöttek. Az évtizedek során a befejezetlen album kultusza egyre nőtt, a SMiLE-t a popközvélemény Wilson művészi és személyes hanyatlásának sarkalatos pontjaként, magát Wilsont pedig a hatvanas évek számos drogáldozatainak egyikeként könyvelte el.
A kilencvenes évek elejére a SMiLE minden idők leghírhedtebb kiadatlan lemezévé vált, a kiszivárgott felvételek pedig a bootlegkiadók egyik legfőbb kereseti forrásává. 1993-ban a Capitol megjelentette a zenekar pályafutását összefoglaló Good Vibrations: Thirty Years Of The Beach Boys című öt lemezes box set-et, rajta bő fél órányi anyaggal a SMiLE session-ökről, köztük Brian legendás "Surf's Up" demójával, amelynek megjelenését Elvis Costello elragadtatottan egy addig ismeretlen Mozart-mű napfényre kerülésének jelentőségével hasonlította össze.
Ezek a felvételek világossá tették, hogy 1967-ben a SMiLE album közelebb állt a befejezéshez, mint addig bárki gondolta volna, a rajongók pedig izgatott vitákba kezdtek arról, hogy a box set-en kiadott számok milyen sorrendben követték volna egymást az LP-n.

### Csináld magad
A box set-en kiadott, és a kalózlemezeken elérhető felvételek birtokában bármely rajongó összeállíthatta a saját SMiLE-mixét, úgy, ahogyan azt ő a leghelyesebbnek látta. A kilencvenes évek végén sorra jelentek meg az interneten olyan honlapok, amelyek a SMiLE album rajongók által készített mixeit tartalmazták letölthető formában. A legnépszerűbb oldalak közé tartozott Ryan SMiLE site-ja, Anne Wallace Web Sounds honlapja, és az azóta is üzemelő Smile Shop. Amikor 2004-ben megjelent Wilson SMiLE albuma, a kiadó kérésére a honlapok üzemeltetői eltávolították az mp3 file-okat oldalaikról, s azóta a rajongói SMiLE-mixek eltűntek az internetről.
Rengeteg spekuláció övezi azt a kérdést, vajon mi történt volna, ha 1967-ben megjelenik a SMiLE nagylemez: talán katasztrofális kudarc lett volna, talán a rockzene Sgt. Pepper's Lonely Hearts Club Band-hez és Blonde on Blonde-hoz mérhető klasszikusa. A projekt 1967-es összeomlása azonban az évtizedek során már-már mitikus aurát vont az album köré, melynek legendáját csak tovább növelte Brian Wilson tragikus összeomlása.

## SMiLE2004
Brian Wilson és Van Dyke Parks 2003-ban fejezték be a SMiLE nagylemez megírását, majd a következő évben Wilson Európa-szerte eksztatikus fogadtatásban részesülő koncerteken mutatta be az albumot, amely, teljes egészében újrarögzítve, 2004 szeptemberében jelent meg Brian szólólemezeként. A CD "Mrs. O'Leary's Cow" című dala 2005-ben Grammy-díjat nyert a "Legjobb instrumentális rockfelvétel" kategóriában.

## Az album dalai
1966 decemberében Wilson kézzel írott listát adott át a Capitolnak az album dalainak címeivel. E lista a következő dalokat tartalmazta:
- "Do You Like Worms"
- "Wind Chimes"
- "Heroes and Villains"
- "Surf's Up"
- "Good Vibrations"
- "Cabin Essence"
- "Wonderful"
- "I'm in Great Shape"
- "Child Is Father of the Man"
- "The Elements"
- "Vega-Tables"
- "The Old Master Painter"

Az album 1967 elején kinyomtatott hátsó borítóján szerepel A pontos dalsorrendet lásd a korong címkéjén megjegyzés, és mint az elmúlt években Brian többször is megerősítette, a dalok végső sorrendje 1966 decemberében még bizonytalan volt – és az is maradt 2004-ig.

## További olvasnivaló
A SMiLE album kultuszának egyik kiindulópontja és elsődleges forrása Jules Siegel cikke, a "Goodbye Surfing, Hello God!" volt, amely 1967 októberében jelent meg a Cheetah magazinban.
Domenic Priore 1987-es könyve, a SMiLE-lal kapcsolatos újságcikkeket és spekulációkat összegyűjtő Look, Listen, Vibrate, Smile hosszú éveken át a Beach Boys és a SMiLE rajongóinak bibliája volt, noha a 2004-ben kiadott CD a könyv sok állítását megcáfolta.
Lewis Shiner Glimpses című regényének időutazó főhőse 1966-ban összebarátkozik Brian Wilsonnal, és ráveszi őt, hogy társai tiltakozása ellenére fejezze be az albumot. A mű 1994-ben elnyerte a legjobb regénynek járó World Fantasy díjat.

## Külső hivatkozások
- A SMiLE dalszövegei
- The Smile Shop
- http://www.smileysmile.net
- Az elveszett album – A Stylus Magazine cikke Archiválva 2012. május 10-i dátummal a Wayback Machine-ben
- The Smile Isle
- SMiLE-kronológia  Archiválva 2010. február 1-i dátummal a Wayback Machine-ben
- Smile Album Preservation Society
- Smile: A Zen Interpretation
- A SMiLE-ülések
- Purple Chick presents: The Beach Boys Smile – a reconstruction letölthető rajongói mix